# 野田貝塚

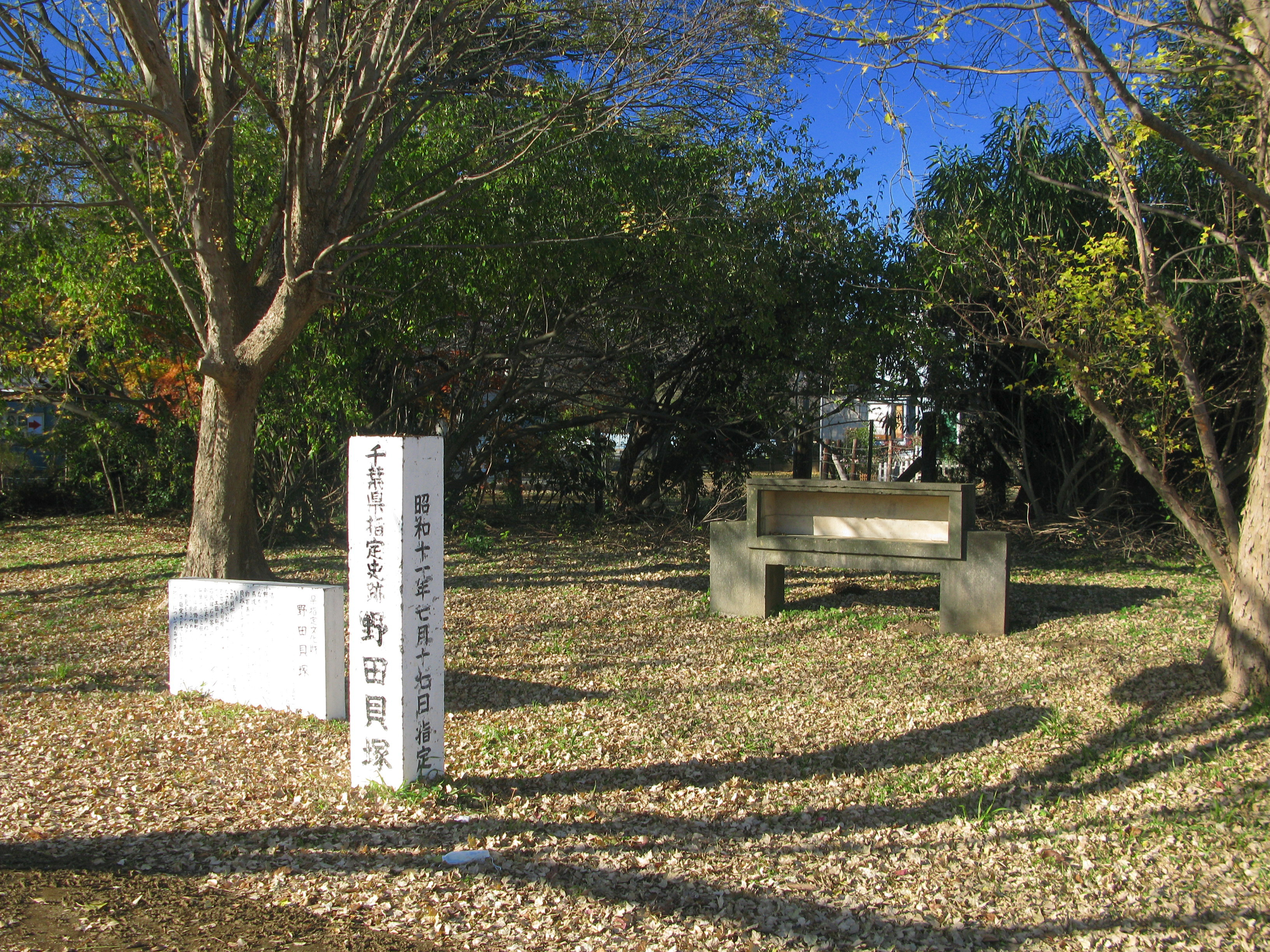
野田貝塚（2012年12月）

野田貝塚（のだかいづか）は、千葉県野田市清水にある縄文時代後期の貝塚。別名は清水貝塚。1936年（昭和11年）7月17日、千葉県指定史跡となった。

## 概要
東南東に開口部をもつ馬蹄形貝塚である。貝層は直径約150 mに分布する。野田市教育委員会が発掘調査を行ったところ、縄文時代後期（約3,800年前から3,000年前）の堀之内式、加曽利B式、安行I・II式等の土器をはじめ、土製耳飾り、土偶等の土製品や石斧、石鏃、石棒等の石器類なども多数出土した。貝層はヤマトシジミ（汽水に棲息）が主のものや、内湾に棲息する貝（オキシジミ・ナミマガシワなど）を主とするものなどがある。貝層からは獣骨や魚骨等の動物遺存体も多数発見されている。奥東京湾地域における縄文人の生活などを知る上で重要。

## 所在地およびアクセス
- 千葉県野田市清水551-1   
  - 東武野田線（東武アーバンパークライン）清水公園駅から徒歩5分